# Apodemus hyrcanicus
Кавкаски пољски миш (лат. Apodemus hyrcanicus, енгл. Caucasus field mouse) је врста глодара из породице мишева (лат. Muridae). 

## Распрострањење
Ареал врсте је ограничен на мањи број држава. Присутна је у следећим државама: Иран и Азербејџан. Присуство у Туркменистану је непотврђено.

## Станиште
Станишта врсте су шуме и планине. Врста Apodemus hyrcanicus је присутна на обалном подручју Каспијског језера.

## Угроженост
Ова врста је на нижем степену опасности од изумирања, и сматра се скоро угроженим таксоном.